# Rhyl (stacja kolejowa)
Rhyl (ang: Rhyl railway station) – stacja kolejowa w miejscowości Rhyl, w hrabstwie Denbighshire, w Walii. 
Stacja znajduje się na North Wales Coast Line biegnącej z Crewe do Holyhead. 

## Historia
Stacja była skrzyżowaniem dla linii do Denbigh (Vale of Clwyd Railway), ale ta została zamknięta dla pasażerów we wrześniu 1955 roku.

## Linie kolejowe
- North Wales Coast Line